# Полетика Григорій Іванович
Полетика Григорій Іванович(* близько 1735, м.н. невід.  — †1798, м.см. невід.) — український дипломат, перекладач, двоюрідний брат Григорія Андрійовича Полетики.
Походив із козацько-старшинської родини Лівобережної України, вихідців з Волині. Син значкового товариша Лубенського полку Івана Григоровича Политики (п.бл. 1789). Протягом 1745-1750 навчався в Києво-Могилянській академії і Московській слов'яно-греко-латинській академії, з 15 червня 1750 зарахований в університет при Санкт-Петербурзькій АН.
По завершенні навчання 1755 одержав призначення на роботу до Колеґії закордонних справ перекладачем з латинської та польської мов. З 1762 — секретар російського посольства при Римському імператорському дворі у Відні, з 1770 — радник посольства. 3 серпня 1777 від імператора Йосипа ІІ дістав грамоту на австрійське дворянство. 5 травня 1779 переведений на посаду канцелярського радника. За бездоганну дипломатичну службу 1786 отримав орден св. Володимира IV ст.
Перекладав з латинської мови «Речь Павлина и Санкто Іозефо о том, что в ученіи спешить не должно» («Трудолюбивая плела», 1759, № 2).
Автор статті про запорізьких козаків, надрукованої в 1788 році у Відні.